# Victoria Bundsen
Victoria Isabella Heliodora Bundsen, född den 2 mars 1839 i Brastads socken i Bohuslän, död den 18 februari 1909 i London, var en svensk operasångerska (alt).
Bundsen blev elev vid Kungliga teatern den 1 juli 1858 och debuterade den 12 april 1861 som Fidès i Profeten. Hennes övriga roller var Nancy i Martha, Fidalma i Hemliga giftermålet och Acuzena i Trubaduren. Därefter studerade hon två år för Jean Jacques Masset i Paris, sedan för Francesco Lamperti i Milano.
Hon anställdes under det antagna namnet Victoria Boni som prima donna alto vid teatern i Modena 1865. Till Her Majesty's Theatre i London kom hon 1872, och det var där hennes egentliga glansperiod kom. I London var hon bosatt många år, och blev där känd som madame de Bunsen.
Bundsen var dotter till vice häradshövdingen Fr. Bundsen och Anna Juliana Otterdahl.